# هامبل
هامبل، تگزاس(به انگلیسی: Humble, Texas) شهری در ایالت تگزاس از ایالات جنوبی ایالات متحده آمریکا است. در سرشماری سال ۲۰۰۰، جمعیت این شهر ۱۴۵۷۹ نفر اعلام شد.

## نگارخانه

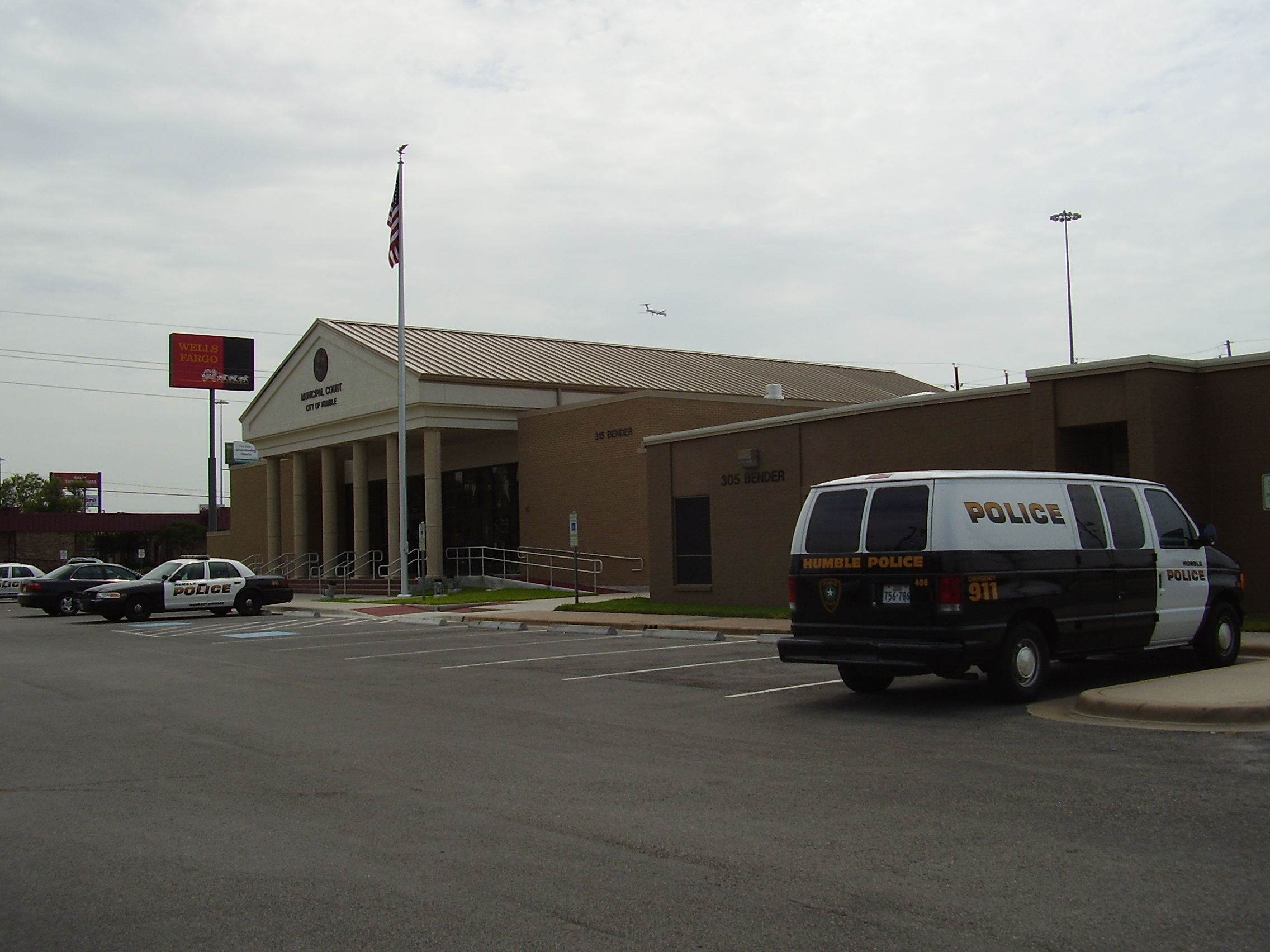
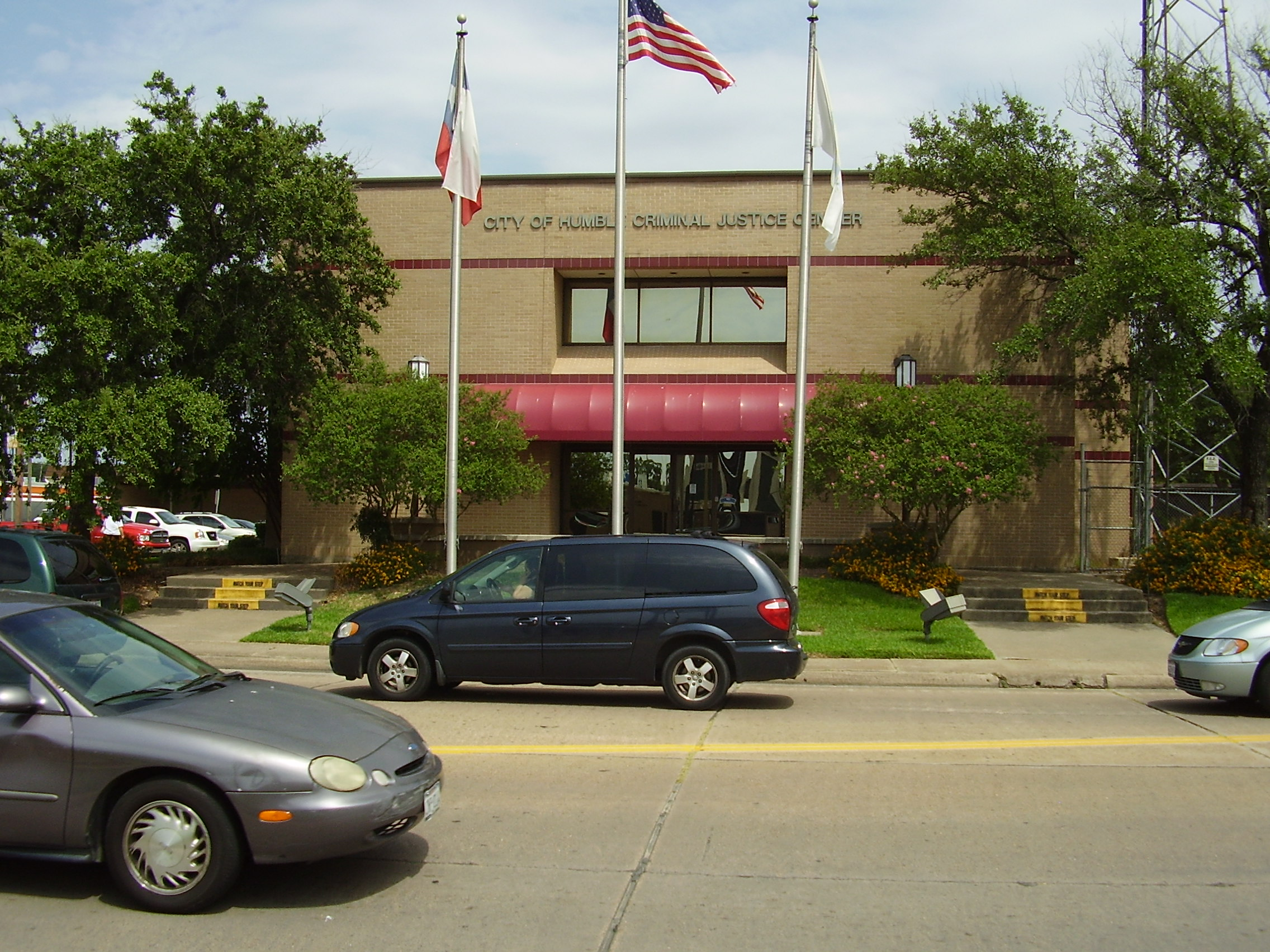
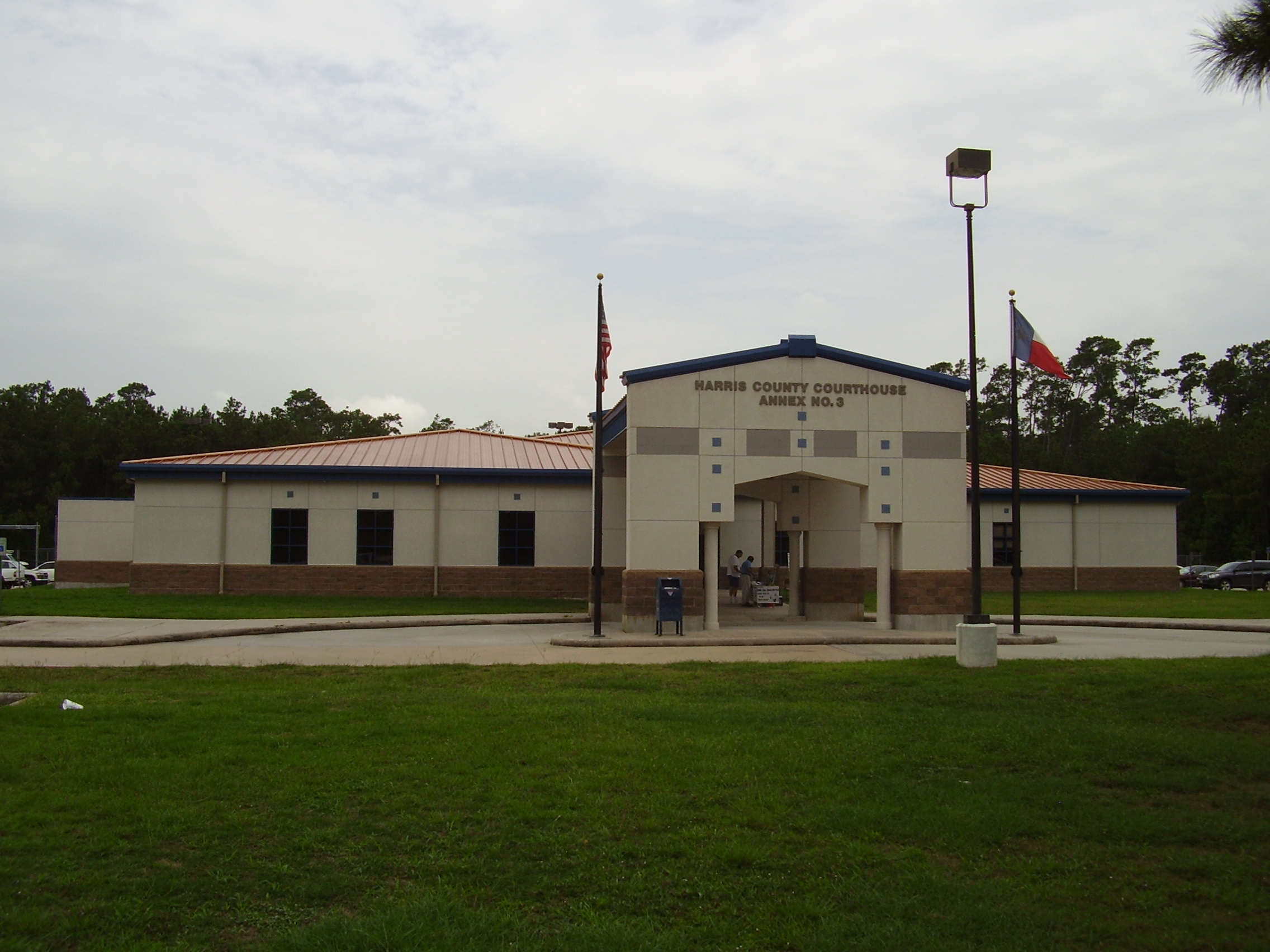
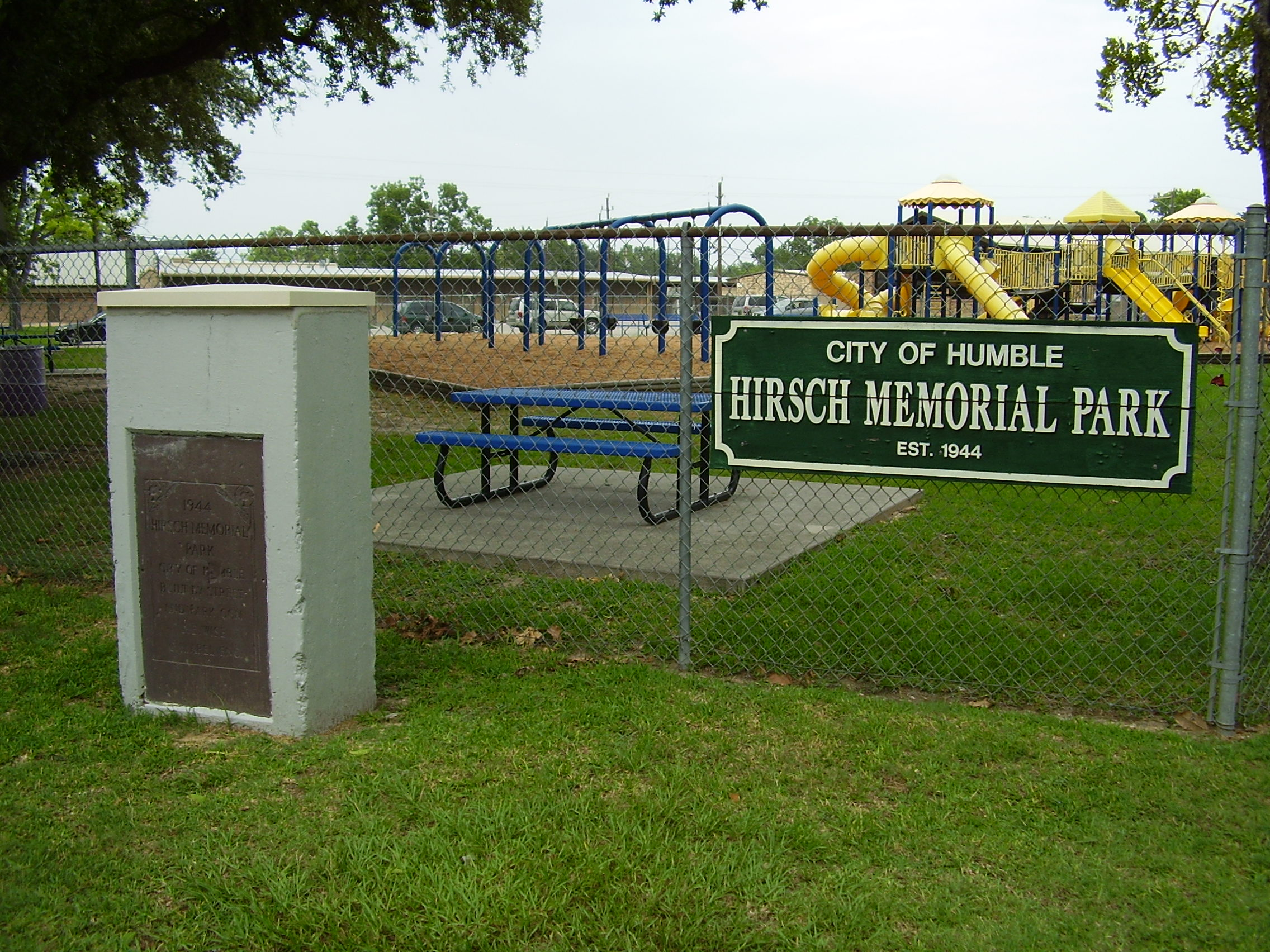
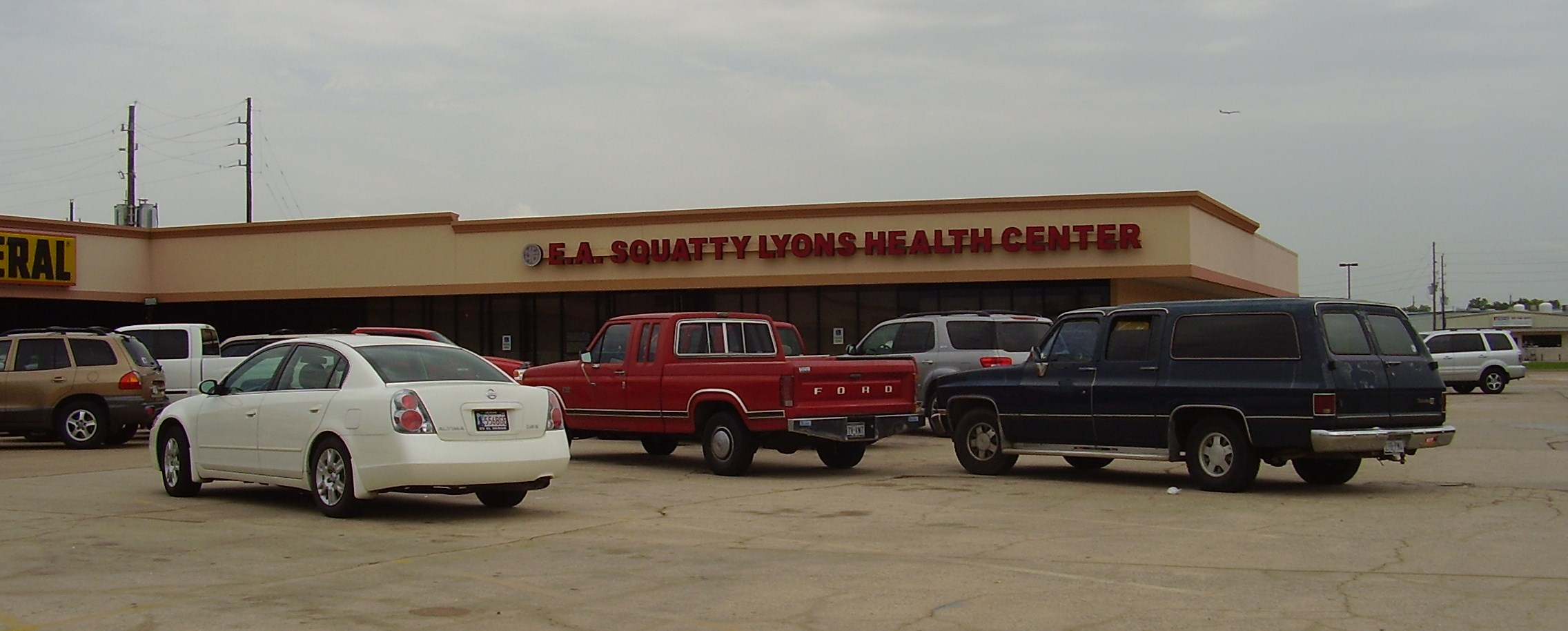
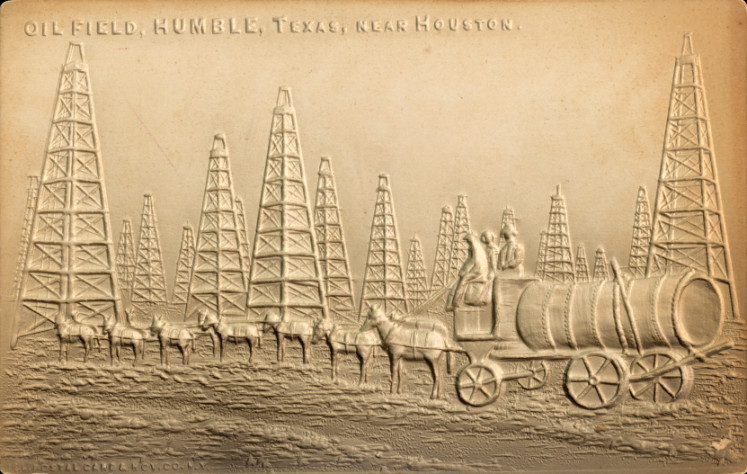